# ロバート・ストックトン
ロバート・フィールド・ストックトン（英語: Robert Field Stockton、1795年8月20日 - 1866年10月7日）は、アメリカ合衆国の海軍軍人。最終階級は海軍代将。
米墨戦争の間、カリフォルニアの占領を達成した。ストックトン家は有名な政治家の一家で、自身も上院議員としてニュージャージー州から選出された。

## 経歴
ニュージャージー州プリンストンで政治家の家庭に生まれた。父のリチャード・ストックトンは国会議員で、彼の祖父の、また別のリチャード・ストックトンは、アメリカ独立宣言に署名した人物である。
ロバートは16歳のときにアメリカ合衆国海軍で海軍少尉候補生に任命され、米英戦争の間は海戦で活躍した。その戦争後、ストックトン中尉は地中海、カリブ海、および西アフリカ海岸の軍艦に赴任した。 彼は、奴隷売買に対して行動した最初の海軍士官で、数隻の奴隷船を捕らえた。ストックトンは、植民協会のエリ・エアース博士と共にリベリア州の設立を導いた条約を交渉したが、銃を現地の王に突きつけて土地を奪うなど、強引な手法が後に問題視された。1820年代後半と1830年代の間は、彼は主にニュージャージーの商務に関して注力した。この時、後のニュージャージー選出のアメリカ上院議員になる、息子ジョン・P・ストックトン（John P. Stockton）が誕生した。

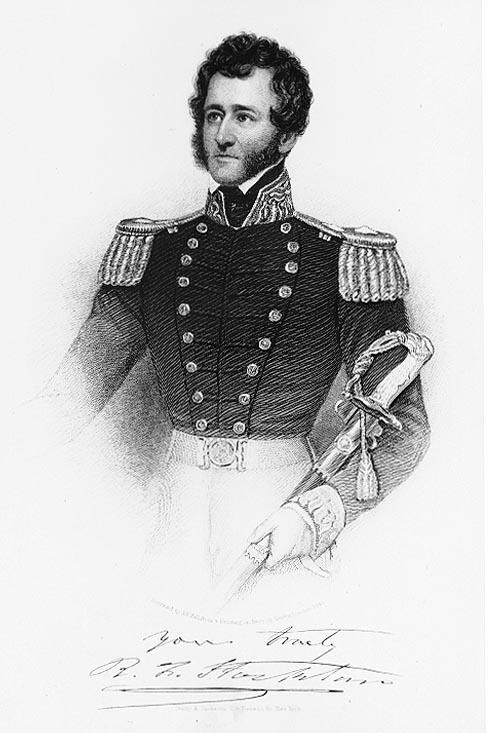
ロバート・ストックトン

1838年、ストックトンは艦長として海軍の任務を活発に再開した。彼はヨーロッパに勤務していたが、1840年に政治上の仕事を引き受けるために休暇を取った。アメリカ海軍長官のポストが1841年のジョン・タイラー大統領によって提供された時、彼はその申し出を断ったが、非常に重い大砲を備えた新しい蒸気軍艦の建造の支援に携わり成功した。
この船は米軍艦プリンストンとなり、アメリカ海軍で最初の蒸気機関の軍艦となる。この船はジョン・エリクソンによって設計され、1843年に完成した。この大砲には欠陥があり、1844年2月の大砲の暴発では責任を追及されなかった。この爆発では数人が死亡した。
代将の地位にいたストックトンは、東太平洋で海軍を率いて、リオサンゲーブリエルの戦いとラメーサの戦いにおいて、メキシコからカリフォルニアを奪う際の重要な役割を務め、カフエンガ条約による終戦を導いた。彼はカリフォルニアの初代軍政府長官を務めた。
ストックトンは、1850年5月に海軍を辞職し、ビジネスと政治の現場に戻る。1851年、彼は民主党員としてニュージャージーからアメリカ合衆国上院に選出された。そこで彼は、海軍の懲罰として行われていたムチ打ち刑の撤廃の発案の発起人になった。 彼は1853年1月10日に辞職し、デラウェア&ラリタン運河社の社長に就任し、1866年まで務めた。
1861年に対立関係にあった北部と南部を和解させるための交渉（Peace Conference of 1861）に当たるが失敗し、南北戦争が勃発。1863年に南部連合軍がペンシルベニア州に侵入したとき、彼はニュージャージー民兵の司令官に任命された。終戦後の1866年にニュージャージー州プリンストンで死去し、プリンストン墓地に埋葬された。
彼の功績を称えて、海軍は3隻の艦艇にその名を命名した。他にも都市などに彼の名が付けられた。特に有名なのはカリフォルニア州のストックトンである。

## 参照
- United States Congress. "ロバート・ストックトン (id: S000942)". Biographical Directory of the United States Congress (英語). Retrieved on 2009-05-03
- The United States Navy: A 200-year History. pp 196–221. Houghton Mifflin Company.C 1986
- Bancroft, Hubert Howe, 1882, The Works of Hubert Howe Bancroft, San Francisco: A.L. Bancroft & Co., OCLC 2539133.

1. ↑  Fatal Cruise of the Princeton - Page 1

| アメリカ合衆国上院          | アメリカ合衆国上院                                                                  | アメリカ合衆国上院       |
| --------------------------- | ----------------------------------------------------------------------------------- | ------------------------ |
| 先代 ウィリアム・・デイトン | ニュージャージー州選出上院議員（第1部） 1851年 - 1853年 同職：ジェイコブ・W・ミラー | 次代 ジョン・R・トムソン |